# Action démocratique et sociale
 (janvier 2016).
Si vous disposez d'ouvrages ou d'articles de référence ou si vous connaissez des sites web de qualité traitant du thème abordé ici, merci de compléter l'article en donnant les références utiles à sa vérifiabilité et en les liant à la section « Notes et références ».
Pour les articles homonymes, voir ADS.
L'Action démocratique et sociale (ADS) est un groupe parlementaire constitué à la Chambre des députés en 1928 dans la mouvance de l'Alliance républicaine démocratique, la grande formation du centre laïque et libéral sous la Troisième République.
L'ADS regroupe 31 députés se situant à l'aile droite de l'ARD, laquelle avait bénéficié du rapprochement de plusieurs députés issus de la Fédération républicaine qui s'étaient éloigné de cette dernière en raison du durcissement à droite de ses positions. Certains d'entre eux se retrouvent ainsi au groupe de l'ADS, qui constitue l'aile la plus conservatrice de la nébuleuse parlementaire de l'Alliance.
André Siegfried a écrit à propos de l'ADS :
« L'Action démocratique et sociale (31 membres) réunit sans doute les conservateurs de gouvernement les plus authentiques de la Chambre, les représentants les plus conscients et les plus constructifs de la grande production. Tout ce qu'il y a de conservateur dans le grand capital organisé s'exprime là, non moins bien que dans l'Union républicaine démocratique, le groupe de droite voisin. C'est le centre-droit du centre ; les effluves de gauche n'y parviennent plus qu'avec peine[réf. nécessaire]. »
En 1949, le groupe parlementaire de l'ADS est reconstitué par treize députés gaullistes issus de l'Union démocratique et socialiste de la Résistance membres du Rassemblement du peuple français.